# موريتز فريتز
موريتز فريتز (بالألمانية: Moritz Fritz)‏ (15 يوليو 1993 ببيلفلد في ألمانيا - ) هو لاعب كرة قدم ألماني في مركز الوسط. لعب مع فورتونا كولن.

## وصلات خارجية
- موريتز فريتز على موقع قاعدة بيانات كرة القدم.إي يو (الإنجليزية)
- موريتز فريتز على موقع بيانات كرة القدم. دي إي (الألمانية)
- موريتز فريتز على موقع Soccerway.com (الإنجليزية)
- موريتز فريتز على موقع عالم كرة القدم.نت (الإنجليزية)